# Dominique Maisons
Pour les articles homonymes, voir Maisons.
Dominique Maisons, né le 6 août 1971, est un écrivain français, auteur de thriller.

## Biographie
Éditeur de presse, Dominique Maisons est un passionné de cinéma et de littérature populaire, de littérature américaine et d'intrigues complexes.

## Œuvre

### Romans
- Les Violeurs d'âme vol. 1 : Le Psychopompe. Paris : les Nouveaux auteurs, coll. "Thriller", 03/2011, 561 p.  (ISBN 978-2-819-50072-8) ; rééd. Pocket, coll. « Presses-Pocket » no 15017, 10/2012, 595 p.  (ISBN 978-2-266-22300-3)
- Rédemption. Paris : les Nouveaux auteurs ; Gennevilliers : Éd. Prisma, 10/2012, 648 p.  (ISBN 978-2-8195-0262-3)
- Le Festin des fauves. Paris : La Martinière, 11/2015, 539 p.  (ISBN 978-2-7324-7492-2) ; rééd. Points, coll. « Points Thriller » n° P4439, 10/2016, 525 p.  (ISBN 978-2-7578-6369-5)
- On se souvient du nom des assassins. Paris : La Martinière, 10/2016, 518 p.  (ISBN 978-2-7324-8086-2) ; rééd. Le Grand Livre du mois (2016)  (ISBN 978-2-286-13901-8) ; Points, coll. "Thriller" n° 4786, 04/2018, 496 p.  (ISBN 978-2-7578-7073-0)
- Tout le monde aime Bruce Willis. Paris : La Martinière, coll. "Fiction", 04/2018, 390 p.  (ISBN 978-2-7324-8755-7). Rééd. Points, coll. "Thriller", 03/2019, 408 p.  (ISBN 978-2-7578-7573-5)
- Avant les diamants, La Martinière 08/2020
- Drapeau noir, La Martinière 2024

### Nouvelles
- La Salsa du Démon, dans Nouvelles intrigues : policier, thriller / collectif. Paris : Les Nouveaux Auteurs, 11/2011, p. 9-37.   (ISBN 978-2-8195-0173-2)
- Les Fidèles de Plaute, dans l'anthologie À peine entré dans la librairie... La Griffe noire, 30 ans. Paris : Télémaque, 06/2018, p. 201-208.  (ISBN 978-2-7533-0357-7)
- Deux heures et trente minutes, dans Respirer le noir, anthologie sous la direction d'Yvan Fauth. Paris : Belfond, 05/2022, p. 87-108.  (ISBN 978-2-7144-9591-4)

### Traductions
- L'Horreur du West End : : manuscrit posthume du docteur John H. Watson de Nicholas Meyer, NéO, coll. « Le Miroir obscur » no 151-152 (1989)  (ISBN 2-7304-0513-5) ; rééd. Archipoche n° 337, 03/2015, 236 p.  (ISBN 978-2-35287-733-2)
- Superman vs Muhammad Ali : édition collector limitée / scénario Denny O'Neil et Neal Adams ; dessins Neal Adams ; Superman créé par Jerry Siegel et Joe Shuster ; traduit de l'anglais par Dominique Maisons, Xavier Fournier. Saint-Cloud : Atlantic comics, 11/2011, 72 p.  (ISBN 979-10-90171-05-3) ; rééd. Atlantic comics, 05/2012, 96 p.  (ISBN 979-10-90171-10-7)

## Prix et distinctions

### Prix
- 2011 : Grand prix VSD du polar, pour Le Psychopompe[1]
- 2016 : Prix Griffe noire du meilleur roman historique, pour On se souvient du nom des assassins[2]

### Nomination
- 2016 : Sélection du Prix Polar du meilleur roman francophone du festival de Cognac, pour Le Festin des fauves